# الدستور (جريدة عراقية)
الدستور، هي صحيفة عراقية يومية سياسية مستقلة تصدر باللغة العربية.

## لمحة تاريخية
تأسست صحيفة الدستور بعد احتلال العراق وصدر عددها الأول بتاريخ 21 يونيو2003 كصحيفة سياسية يومية مستقلة غير خاضعة لأي حزب أو حركة سياسية تصدر عن دار الدستور للصحافة والنشر والإعلان وبمجهود فردي من قبل مالكها ورئيس مجلس إدارتها ورئيس تحريرها باسم الشيخ وهي مشروع صحفي عراقي وشعارها الرئيس هو (الدستور خيمة كل العراقيين).
صمدت الدستور في أصعب الظروف المالية والاقتصادية التي مرت على العراق على عكس الكثير من الصحف التي ظهرت في نفس الفترة الزمنية كصحف يومية وما لبثت أن تلاشت هي وكوادرها، وعلى الرغم من كل التحديات التي واجهت الدستور استمرت بل على العكس بدأت بالنمو شيئاً فشيئاً حتى صارت اليوم مؤسسة كبيرة.

## المديريات
تتكون من عدة مديريات وهي:
- مديرية الإدارة.
- إدارة الحسابات.
- إدارة الأخبار.
- إدارة الملاحق.
- إدارة القسم الفني.
- إدارة المطبعة.
- إدارة الإعلانات.

وتعمل هذه المديريات بجهد خالص متكاتفة يداً بيد كي تصل بالصحيفة إلى المستوى الذي يليق بالصحافة العراقية المقروءة.

## الإصدارات
تصدر الدستور اليوم بثلاثة أجزاء يومياً موزعة بواقع ستة عشر صفحة للعدد السياسي وأربع صفحات للملحق الرياضي اليومي وأربع صفحات للملاحق الأسبوعية التي تصدر يومياً ليكون العدد الإجمالي للصحيفة هو أربعة وعشرون صفحة يومية متنوعة ومتفرقة تشمل جميع نواحي الحياة ما بين السياسة والأدب والثقافة والفنون والرياضة والاقتصاد والتأريخ والصحافة الساخرة والصحافة المختصة بالأطفال لتلبي احتياجات البيت العراقي بمختلف أعماره.

## الملاحق
وتحتوي الدستور على ثمانية ملاحق يومية متناوبة وملونة وهي:
- ملحق الرياضة.
- ملحق بغداديات.
- ملحق المتفرج.
- ملحق الديرة.
- ملحق فن.
- ملحق شورجة.
- ملحق الرجع القريب.
- ملحق جريدتي.

## كتاب الدستور
- باسم الشيخ
- فهمي هويدي
- جاسم الحلفي
- منذر عبد الحر
- حسين علي الناصر
- حسن صاحب
- سعد السلمان

## وصلات خارجية
- موقع جريدك الدستور